# Idafeld
Das Idafeld, auch Idawöll, altnordisch Iðawǫllr oder Iðavöllr „Feld der Betriebsamkeit“, ist in der nordischen Mythologie ein Feld oder eine Fläche in der Mitte Asgards. Auf dem Idafeld stehen nach Snorri Sturluson die Hallen Gladsheim, die Gesetzeshalle der Asen, und Wingolf, die Versammlungshalle der Göttinnen (Gylfaginning, Kapitel 14). Nach Vorstellung Snorri Sturlusons war sogar ganz Asgard auf diesem Feld erbaut, denn in der Gylfaginning (Kapitel 53) sagt er: „Widar und Wali [...] wohnen auf dem Idafeld, wo zuvor Asgard war.“ Zudem diente der Ort als Schmiedewerkstatt der Götter (Völuspá, Strophe 7).
Nach dem Weltuntergang Ragnarök versammeln sich hier die überlebenden Asen, um über den Wiederaufbau der Welt zu beraten (Gylfaginning, Kapitel 53, vergleiche auch Vafþrúðnismál, Strophe 51). Das Idafeld vereinte also den Ort der Versammlung, der Gesetzgebung und des Handwerks und bildete somit nicht nur geographisch, sondern auch gesellschaftlich das Zentrum Asgards.